# Tayma
Taymà (àrab: تيماء, Taymāʾ), conegut antigament com a Teman (Ha 3:3), és un gran oasi amb una llarga història de poblament, situat al nord-oest de l'Aràbia Saudita, a la ruta comercial entre Medina i Dúmat al-Jàndal. Tayma és 264 km al sud-est de Tabuk i uns 400 km al nord de Medina. La seva població era de 18.086 habitants el 1992.

## Història
Recents excavacions arqueològiques mostren que fou habitat des de l'edat del bronze; el 2010 es va trobar una roca amb una inscripció del faraó Ramsès III, la primera inscripció jeroglífica en territori saudita. Arran d'aquest descobriment, s'ha suposat que Tayma era escala d'una important ruta comercial per terra entre la mar Roja i la vall del Nil.
Una tauleta cuneïforme assíria esmenta Tayma vers 740-730 aC i hi ha també inscripcions de Senaquerib i Assarhaddon que l'esmenten. L'oasi es va desenvolupar sorgint una rica i pròspera ciutat amb nombroses fonts i edificis notables. Teglatfalassar III va percebre tribut de Tayma, i Senaquerib va donar el nom de «Porta del Desert» a una de les portes de Nínive, tot recordant que «els tributs dels sumuanites i els taymeites entren per ella». Era prou rica al segle vii aC per provocar que el profeta Jeremies l'esmenti en una profecia (Jr 25:23).
Fou governada per una dinastia local àrab coneguda com els kedarites. Es coneix el nom de dues reines del segle viii aC, Shamsi i Zabibei.
El 539 aC el rei babiloni Nabònides es va retirar a Tayma per pregar i escoltar les profecies, deixant el tron al seu fill, la qual cosa mostra que era una plaça prou important. S'hi han trobat inscripcions cuneïformes del segle vi aC i també és esmentada a l'Antic Testament, on rep el nom de Teman, per l'epònim Temà, un dels fills d'Ismael.
Era la ciutat principal d'Aràbia del nord, juntament amb Dedan.
A l'inici de l'època cristiana va entrar sota domini nabateu i després fou província romana. Segons la tradició àrab fou habitada per una comunitat jueva a la part final del període clàssic; no se sap si es tractava d'exiliats jueus o d'àrabs convertits. Es va oposar a Mahoma, però després de la campanya de Wadi-l-Qura es van sotmetre i van poder conservar el domini pagant un tribut anual. Tanmateix, sota el califat d'Úmar ibn al-Khattab en foren expulsats. No obstant això, al segle x Ibn Hàwqal encara diu que era un lloc més poblat que Tabuk i un mercat per als beduïns de la regió. Al-Hamdaní diu que al seu temps, el segle x, hi vivien els Banu Tayyi. Al-Bakrí, al segle xi, esmenta que produïa molts dàtils, figues i raïms i diu que tenia una muralla que seguia el curs d'un rierol.
Tayma i la veïna Khaybar foren visitades per Benjamí de Tudela en algun moment vers 1170. Atès que Benjamí acostumava a visitar llocs amb una comunitat jueva, es pot suposar que aleshores encara hi devien viure jueus. L'estiu del 1181 Reinald de Châtillon, arran de la seva incursió per la mar Roja, va atacar una caravana musulmana prop de Tayma, violant la treva entre Saladí i el rei Balduí IV de Jerusalem.
Ja al segle xix, l'oasi fou visitat per Charles M. Dougherty (1877), quan feia poc que el lloc s'havia sotmès a l'autoritat dels Banu Rashid de Hail, si bé una tribu encara pagava tribut als antic amos de la regió, els Banu Sakhr. Més endavant, el lloc fou visitat i estudiat per altres viatgers. Charles Huber i Euting la van visitar el 1884 i el primer hi va descobrir i comprar una estela (avui al Museu del Louvre) del segle vi aC, en arameu, que dona la llista de déus de Tayma: Ṣalm de Maḥram, Shingala i Ashira; aquesta darrera podria ser Aixera. Euting va trobar restes de dos temples i algun rastre del castell d'al-Ablak. Jaussen i Savignac hi van estar del 1896 fins al 1914. Philby la va visitar el 1951, poc després de l'assassinat del cap local semiautònom Abd al-Karim Al Rumman, però aleshores el control saudita ja era ferm. Philby comenta que Tayma, abans pròspera, estava en ruïnes. Posteriorment, al trobar-se en la ruta Jordània-Tabuk-Medina, ha prosperat notablement. El 1992 la població era de 18.086 habitants, dels quals 15.129 eren saudites. Actualment s'hi estan fent excavacions per part d'un equip alemany.